# Tenente di fregata
Tenente di fregata è un grado in uso in alcune marine militari mondiali equivalente al sottotenente di vascello della Marina Militare Italiana. 

## Argentina
Nella Armada Argentina la denominazione del grado è teniente de fragata.

## Venezuela
Nella Armada Bolivariana del Venezuela la denominazione del grado in spagnolo è teniente de fragata.

## Croazia
Nella Marina militare croata la denominazione del grado in croato è Poručnik fregate.  

## Marine del passato
Nel passato il grado è stato in uso nella Marina della Jugoslavia e nella Imperial Regia Marina dell'Impero austro-ungarico. 